# MK-2048
MK-2048 est une molécule de la classe des anti-intégrase, développée par Merck & Co.
Elle est actuellement[Quand ?] en essais cliniques de phase II.
La molécule offre un profil de résistance différent de ceux du raltégravir et de l'elvitégravir, et les personnes ayant développé des résistances à ces médicaments pourront donc bénéficier du MK-2048, décrit comme inhibiteur d'intégrase de nouvelle génération.